# Théâtre du Nouveau Monde
El Théâtre du Nouveau Monde (TNM) és una sala d'espectacles de Mont-real (Canadà). Fundat el 1951. La primera obra estrenada va ser L'Avare de Molière. Situat en el número 84 del carrer Sainte-Catherine Ouest. El teatre s'establí en primer lloc a Gesù de 1951 a 1958, després passa a l'Orpheum fins al 1966 per acabar a la sala Port-Royal de la plaça des Arts fins al 1972. Aquest any, el teatre compra els locals que havien acollit el Théâtre Gayety i la vella Comédie-Canadienne, tot fent-los renovar per l'arquitecte quebequès Dan Hanganu el 1997.